# Mirmecolismo
Mirmecolismo ( myrmex, eko = formiga, lismo= ação de praticar um hobby, hobbismo ou seja "passar o tempo fazendo algo") é um hobby dedicado para criação de formigas, começando sua colónia capturando uma rainha de qualquer gênero e especie, colocando-a em um pote com ou sem terra. Quado as operárias nascem, você têm oficialmente uma colônia. Existem vários "mirmecólogos" que criam blogs para passar as suas experiêncis e ajudarem iniciantes nesse hobby.